# Sapulpa
Sapulpa és una ciutat dels Estats Units a l'estat d'Oklahoma. Segons el cens del 2000 tenia 19.166 habitants.

## Demografia
Segons el cens del 2000, Sapulpa tenia 19.166 habitants, 7.430 habitatges, i 5.357 famílies. La densitat de població era de 397,2 habitants per km².
Dels 7.430 habitatges en un 32,5% hi vivien nens de menys de 18 anys, en un 54,8% hi vivien parelles casades, en un 12,9% dones solteres, i en un 27,9% no eren unitats familiars. En el 24,2% dels habitatges hi vivien persones soles el 10,5% de les quals corresponia a persones de 65 anys o més que vivien soles. El nombre mitjà de persones vivint en cada habitatge era de 2,54 i el nombre mitjà de persones que vivien en cada família era de 3.
Per edats la població es repartia de la següent manera: un 26,1% tenia menys de 18 anys, un 7,9% entre 18 i 24, un 27,5% entre 25 i 44, un 23,7% de 45 a 60 i un 14,8% 65 anys o més.
L'edat mediana era de 37 anys. Per cada 100 dones de 18 o més anys hi havia 86,9 homes.
La renda mediana per habitatge era de 32.245$ i la renda mediana per família de 37.558$. Els homes tenien una renda mediana de 30.524$ mentre que les dones 21.609$. La renda per capita de la població era de 17.266$. Entorn de l'11,5% de les famílies i el 12,9% de la població estaven per davall del llindar de pobresa.

## Poblacions més properes
El següent diagrama mostra les poblacions més properes.